# Crystallocystidium
Crystallocystidium är ett släkte av svampar. Crystallocystidium ingår i ordningen Polyporales, klassen Agaricomycetes, divisionen basidiesvampar och riket svampar.
|                    | Polyporaceae                                    |
|                    |                                                 |
|                    | Phanerochaetaceae                               |
|                    |                                                 |
|                    | Meruliaceae                                     |
|                    |                                                 |
|                    | Meripilaceae                                    |
|                    |                                                 |
|                    | Limnoperdaceae                                  |
|                    |                                                 |
|                    | Grammotheleaceae                                |
|                    |                                                 |
|                    | Ganodermataceae                                 |
|                    |                                                 |
|                    | Fomitopsidaceae                                 |
|                    |                                                 |
|                    | Cystostereaceae                                 |
|                    |                                                 |
|                    | Sparassidaceae                                  |
|                    |                                                 |
|                    | Tubulicrinaceae                                 |
|                    |                                                 |
|                    | Xenasmataceae                                   |
|                    |                                                 |
|                    | Taiwanofungus                                   |
|                    |                                                 |
|                    | Repetobasidiopsis                               |
|                    |                                                 |
|                    | Phlebiella                                      |
|                    |                                                 |
|                    | Globuliciopsis                                  |
|                    |                                                 |
|                    | Lepidostroma                                    |
|                    |                                                 |
|                    | Crustodontia                                    |
|                    |                                                 |
| Crystallocystidium | \| \| Crystallocystidium vorticosum \| \| \| \| |
|                    | \| \| Crystallocystidium vorticosum \| \| \| \| |
|                    | Irpicochaete                                    |
|                    |                                                 |
|                    | Nigrohydnum                                     |
|                    |                                                 |
|                    | Globosomyces                                    |
|                    |                                                 |
|                    | Crystallocystidium vorticosum                   |
|                    |                                                 |

|  | Crystallocystidium vorticosum |
|  |                               |